# اصلی و بدلی (فیلم ۱۹۶۲)
اصلی و بدلی (به هندی: Asli-Naqli) یا واقعی و جعلی (به انگلیسی: Real and Fake) فیلمی هندی محصول سال ۱۹۶۲ و به کارگردانی هریشیکش موکرجی است. در این فیلم بازیگرانی همچون دو آناند، سادهانا شیوداسانی، نظیر حسین، لیلا چیتنیس و موتیلال ایفای نقش کرده‌اند.